# Musaka Mitsunari
Mitsunari Musaka (sinh ngày 16 tháng 1 năm 1991) là một cầu thủ bóng đá người Nhật Bản.

## Sự nghiệp câu lạc bộ
Mitsunari Musaka đã từng chơi cho Shimizu S-Pulse.